# Stazione meteorologica di Arabba
La stazione meteorologica di Arabba è la stazione meteorologica di riferimento relativa all'omonima località del comune di Livinallongo del Col di Lana.

## Coordinate geografiche
La stazione meteorologica è situata nell'Italia nord-orientale, nel Veneto, in provincia di Belluno, nel comune di Livinallongo del Col di Lana, nella località di Arabba, a 1645 metri s.l.m.

## Dati climatologici
Secondo i dati medi del trentennio 1961-1990, la temperatura media del mese più freddo, gennaio, si attesta a -4,9 °C, mentre quella del mese più caldo, luglio, è di +13,3 °C .
| Arabba             | Mesi | Mesi | Mesi | Mesi | Mesi | Mesi | Mesi | Mesi | Mesi | Mesi | Mesi | Mesi | Stagioni | Stagioni | Stagioni | Stagioni | Anno |
| Arabba             | Gen  | Feb  | Mar  | Apr  | Mag  | Giu  | Lug  | Ago  | Set  | Ott  | Nov  | Dic  | Inv      | Pri      | Est      | Aut      | Anno |
| ------------------ | ---- | ---- | ---- | ---- | ---- | ---- | ---- | ---- | ---- | ---- | ---- | ---- | -------- | -------- | -------- | -------- | ---- |
| T. max. media (°C) | −0,2 | 2,9  | 5,2  | 8,4  | 12,8 | 16,2 | 18,8 | 18,0 | 16,1 | 11,2 | 4,5  | 0,2  | 1,0      | 8,8      | 17,7     | 10,6     | 9,5  |
| T. min. media (°C) | −9,7 | −8,5 | −5,4 | −1,4 | 2,5  | 5,9  | 7,8  | 7,4  | 5,5  | 1,7  | −3,2 | −7,7 | −8,6     | −1,4     | 7,0      | 1,3      | −0,4 |